# 이블린 존 스트레이치

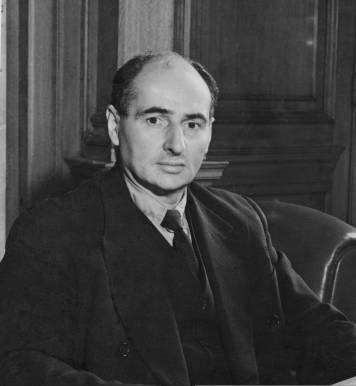

이블린 존 스트레이치(Evelyn John Strachey, 1901년 ~ 1963년)는 영국의 노동당을 대표하는 정치인 및 경제학자이다. 처음에는 마르크스주의자였으나, 후에 자본주의 하에서의 수정을 인정하고 마르크스주의를 떠났다. 《현대의 자본주의》는 그의 대표작이다.